# Evelyn Kawamoto

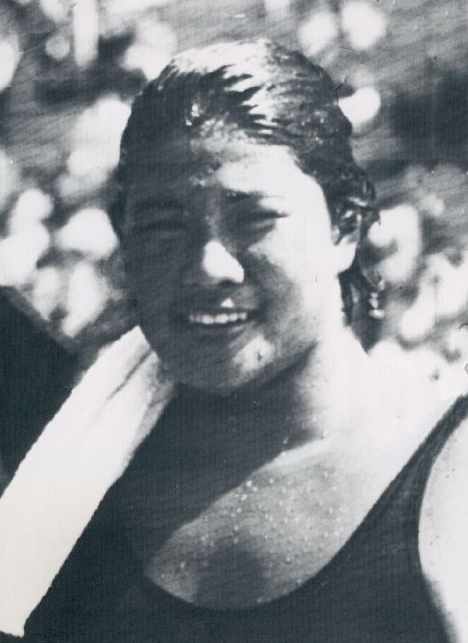
Evelyn Kawamoto 1952

Evelyn Tokue Kawamoto, nach Heirat Evelyn Konno, (* 17. September 1933 in Honolulu; † 22. Januar 2017 im Bundesstaat Hawaii) war eine Schwimmerin aus den Vereinigten Staaten. Sie gewann bei den Olympischen Spielen 1952 zwei Bronzemedaillen.

## Sportliche Karriere
Evelyn Kawamoto qualifizierte sich bereits 1948 für die US Trials, konnte sich aber noch nicht in die Olympiamannschaft schwimmen. 1949 gewann sie ihre ersten Meistertitel der Amateur Athletic Union über 300 Meter Lagen und über 200 Meter Brust. 1950 wiederholte sie den Titelgewinn auf der Bruststrecke in einem toten Rennen mit Marge Hulton.
Bei den Olympischen Spielen 1952 in Helsinki erreichte die 4-mal-100-Meter-Freistilstaffel mit Evelyn Kawamoto, Jackie LaVine, Mary Louise Stepan und Jody Alderson das Finale mit der schnellsten Vorlaufzeit. Im Endlauf siegten die Ungarinnen mit 4,6 Sekunden Vorsprung vor den Niederländerinnen, die wiederum eine Sekunde Vorsprung vor der US-Staffel hatten. Mit ihrer Vorlaufzeit hätten die Amerikanerinnen die Silbermedaille gewonnen. Kawamoto trat auch über 400 Meter Freistil an. Mit der schnellsten Vorlaufzeit und der fünftschnellsten Zeit im Halbfinale erreichte sie auch hier das Finale. Zweieinhalb Sekunden hinter Valéria Gyenge und eine Sekunde hinter der zweiten Ungarin Éva Novák erhielt Kawamoto ihre zweite Bronzemedaille.
Evelyn Kawamoto heiratete später den Schwimmolympiasieger Ford Konno.